# Lipophobie
La lipophobie (du grec λιποφοβία du λίπος lipos "gras" et φόβος phobos "peur"), est une propriété chimique des composés chimiques qui signifie "rejet des graisses", littéralement "peur des graisses". Les composés lipophobes sont ceux qui ne sont pas solubles dans les lipides ou autres solvants non polaires. De l'autre point de vue, ils n'absorbent pas les graisses.
" Oléophobie " (du latin oleum "huile", grec ελαιοφοβικό eleophobico de έλαιο eleo "huile" et φόβος phobos "peur") fait référence à la propriété physique d'une molécule qui semble être repoussée de l'huile. (Strictement parlant, il n'y a pas de force répulsive impliquée; c'est une absence d'attraction. ) 
La substance lipophobe la plus courante est l'eau .
Les fluorocarbures sont également lipophobes/oléophobes en plus d'être hydrophobes .

## Usages
Un revêtement lipophobe est utilisé sur certains écrans tactiles,, pour repousser l'huile des empreintes digitales, ce qui aide à prévenir et à nettoyer les marques d'empreintes digitales. La plupart des revêtements «oléophobes» utilisés sur les appareils mobiles sont des solides à base de fluoropolymère (similaires au téflon, qui était utilisé sur le HTC Hero ) et sont à la fois lipophobes et hydrophobes. En plus d'être lipophobes ou oléophobes, les revêtements perfluoropolyéther confèrent un pouvoir lubrifiant exceptionnel aux écrans tactiles et leur confèrent une "sensation lisse" qui facilite leur utilisation. L'utilisation d'alcool isopropylique pour nettoyer l'écran peut endommager ou retirer le revêtement.[réf. nécessaire]
Plusieurs produits existent pour restaurer ou ajouter un revêtement lipophobe aux appareils qui n'en ont pas.[réf. nécessaire]

## Voir également
- Lipophilicité
- Hydrophobicité